# Michèle Crouzet
Pour les articles homonymes, voir Crouzet.
Michèle Crouzet, née le 31 août 1967 à Lormes (Nièvre), est une femme politique française.
Membre de l'Union des démocrates et indépendants (UDI) puis, à partir de 2017, de La République en marche (LREM), elle est élue députée dans la troisième circonscription de l'Yonne lors des élections législatives de 2017. Elle quitte LREM en 2019 après avoir choisi de se présenter comme tête de liste aux élections municipales de 2020 à Sens sans avoir obtenu l'investiture du parti.
En juin 2022 et en juin 2024, elle perd les élections législatives sous l'étiquette du Mouvement Démocrate (MoDem) au profit de Julien Odoul (RN).

## Biographie
Michèle Crouzet fait ses études à l'université de Bourgogne. Employée pendant six ans à la Chambre de commerce et d'industrie de l'Yonne, elle reprend en 2015 avec son époux une très petite entreprise spécialisée dans la finance d'entreprise (construction-vente), qu'elle co-gère. Après avoir été élue députée en 2019, elle met en pause cette activité.

### Débuts en politique
En 2014, elle est élue conseillère municipale à Évry, une petite commune icaunaise, et nommée adjointe au maire. L'année suivante, elle est élue au conseil départemental de l'Yonne sur le canton de Thorigny-sur-Oreuse sous l'étiquette Union des démocrates et indépendants (UDI). Au conseil, elle préside également la commission agriculture, environnement et ingénierie des territoires.
Elle quitte l'UDI et rejoint En marche durant l'entre-deux-tours de l'élection présidentielle de 2017, où Emmanuel Macron, fondateur du parti, est élu. Aux élections législatives de 2017, grâce à l'influence du sénateur François Patriat, Crouzet est investie dans la troisième circonscription par En marche, devenu La République en marche (LREM). Le maire de La Celle-Saint-Cyr Yannick Villain est son suppléant. Elle réunit 28 % des votes au premier tour. Au second, elle affronte Julien Odoul, candidat du Front national. Elle l'emporte avec 55,59 % et plus de 4 000 voix d'avance. Elle est l'unique candidate LREM élue dans son département.

### Députée
À l'Assemblée nationale, Michèle Crouzet intègre le groupe La République en marche et la commission des Affaires économiques. Quelques mois après son entrée en fonction, elle se fait remarquer pour ses désaccords avec la ligne politique du parti. Elle signe notamment une motion de soutien du conseil départemental icaunais aux bailleurs sociaux du département, qui s'opposent à la baisse de l'aide au logement voulue par le Gouvernement. Début 2019, avec une vingtaine d'autres députés de LREM, elle exprime son souhait de rétablir un impôt sur la fortune, qui avait été supprimé l'année précédente.
En octobre 2018, elle est la rapporteure d'une commission d'enquête parlementaire sur l'alimentation industrielle, qui vise à « inciter le secteur de l'agroalimentaire à utiliser moins de sel, moins de gras, moins de sucre et d'additifs dans ses produits » et à éduquer les enfants sur les dangers de la malbouffe.
Elle quitte LREM en août 2019, en désaccord notamment sur le choix des candidats pour les élections municipales. Son entourage indique : « On a prévenu les instances de LaREM maintes fois, ils sont à des années-lumière d'imaginer ce qu'il se passe sur le terrain. Les parlementaires en ont ras le cul, il y a un gros souci d'écoute. C'est un pool de 3-4 personnes qui décident de tout, chez En marche. Les députés sont devenus des députés jetables ».
Elle rejoint le groupe MoDem et apparentés en septembre 2020.
En 2022, elle se représente aux élections législatives mais perd au deuxieme tour face au candidat du Rassemblement national, Julien Odoul, avec 44,16 % des voix. Ce revers électoral marque un tournant dans sa carrière politique. Malgré une campagne axée sur la proximité avec les électeurs et des propositions concrètes pour le développement local, Michèle Crouzet n'a pas réussi à convaincre une majorité de votants. Au premier tour, elle avait obtenu 21,52 % des voix. Son adversaire, Julien Odoul, a su capter l'électorat avec un discours populiste et des promesses de changement radical, obtenant ainsi la confiance de 55,84 % des électeurs au second tour. Ce résultat reflète une tendance plus large de montée en puissance du Rassemblement national dans la région, marquant un échec significatif pour Crouzet et son équipe.
En 2024, après la dissolution de l'Assemblée nationale décidée par le président Emmanuel Macron, Michèle Crouzet se présente de nouveau aux élections législatives dans l'Yonne. Malheureusement pour elle, les résultats ne sont pas plus favorables cette fois-ci. Elle échoue à nouveau, terminant troisième au premier tour avec 17,51 % des voix, derrière Julien Odoul du Rassemblement national et Nicolas Soret, maire socialiste de Joigny.

### Candidate aux élections municipales sénonaises
Michèle Crouzet annonce, à la mi-juin 2019, sa volonté de se présenter aux élections municipales à Sens en 2020, sous l'étiquette de La République en marche. Mais son parti investit une autre candidate, Claude Vivier-Le Got, déjà candidate en 2014 pour le Parti radical.
Après avoir fait part de son désir de rester candidate, elle est menacée d'exclusion de la part du référent départemental de LREM. Le 2 août, Crouzet annonce quitter LREM et conserver sa candidature à Sens. Elle met en cause le choix de Vivier-Le Got en rappelant sa condamnation à un an d'inéligibilité en 2014 après le rejet de son compte de campagne.
Au premier tour, la liste de Michèle Crouzet termine cinquième avec 9,1 % de voix.

### Candidate aux élections départementales
En 2021, Michèle Crouzet, conseillère départementale sortante, décide de se représenter aux élections départementales avec Steve Campagne, son collaborateur parlementaire, en raison de divergences avec son ancien binôme, Alexandre Bouchier, maire de Saint-Denis-les-Sens. Leur équipe inclut également deux suppléants : Eve Janot, médecin généraliste, et André Pitou, maire de Sergines. Ils terminent troisième au premier tour avec 23,75% des voix.